# Close to you (album van Jack Jersey)
Close to you is een muziekalbum van Jack Jersey uit 1988. Het verscheen op vinyl (elpee) en op een cd. De cd-versie telt vijf nummers meer.
Het is een verzamelalbum waarop een groot aantal hits uit zijn loopbaan staan. Ook zijn er een handvol minder bekende nummers bijgeplaatst.
Het bereikte nummer 39 in de Nationale Totale Top 75 en bleef bij elkaar 8 weken in deze lijst staan. In de Album Top 40 van Veronica piekte het op nummer 35. Het bereikte de status van goud. In Polen werden er meer dan 78.000 stuks van verkocht.

## Nummers

### Elpee-versie
| Nr. | naam                       | schrijver                           | duur |
| --- | -------------------------- | ----------------------------------- | ---- |
| A1  | Lady                       | Jack de Nijs en Tom Peters          | 3:28 |
| A2  | Sri Lanka... my Shangri-La | Jack de Nijs, Milly Trap en K. Naar | 4:14 |
| A3  | Give me love               | Jack de Nijs en Tom Peters          | 2:59 |
| A4  | In the still of the night  | Jack de Nijs en H. Haast            | 2:24 |
| A5  | Silvery moon               | Jack de Nijs en K. Naar             | 4:16 |
| A6a | Juanita                    | Jack de Nijs en Bastiaan            | 1:13 |
| A6b | Peaches on a tree          | Jack de Nijs en K. Naar             | 1:25 |
| A6c | One is one                 | Bastiaan en Jack de Nijs            | 1:43 |
| B1  | I'm calling                | Jack de Nijs                        | 3:32 |
| B2  | I can stand tomorrow       | Jack de Nijs                        | 3:42 |
| B3  | Close to you               | Jack de Nijs en Tom Peters          | 3:49 |
| B4  | Ole sio                    | Jack de Nijs en F. Murni            | 3:12 |
| B5  | Papa was a poor man        | Jack de Nijs en H. Haast            | 3:26 |
| B6  | I wonder                   | Jack de Nijs en Jacques Verburgt    | 2:46 |

### Cd-versie
| Nr. | naam                       | schrijver                           | duur |
| --- | -------------------------- | ----------------------------------- | ---- |
| 1   | Lady                       | Jack de Nijs en Tom Peters          | 3:28 |
| 2   | Sri Lanka... my Shangri-La | Jack de Nijs, Milly Trap en K. Naar | 4:14 |
| 3   | Give me love               | Jack de Nijs en Tom Peters          | 2:59 |
| 4   | In the still of the night  | Jack de Nijs en H. Haast            | 2:24 |
| 5   | Silvery moon               | Jack de Nijs en K. Naar             | 4:16 |
| 6   | Gone girl                  | Jack Clement en Jack de Nijs        | 3:03 |
| 7a  | Juanita                    | Jack de Nijs en Bastiaan            | 1:13 |
| 7b  | Peaches on a tree          | Jack de Nijs en K. Naar             | 1:25 |
| 7c  | One is one                 | Bastiaan en Jack de Nijs            | 1:43 |
| 8   | I'm calling                | Jack de Nijs                        | 3:32 |
| 9   | I can stand tomorrow       | Jack de Nijs                        | 3:42 |
| 10  | Blue brown-eyed lady       | Jack de Nijs                        | 3:28 |
| 11  | Close to you               | Jack de Nijs en Tom Peters          | 3:49 |
| 12  | Ole sio                    | Jack de Nijs en F. Murni            | 3:12 |
| 13  | Papa was a poor man        | Jack de Nijs en H. Haast            | 3:26 |
| 14  | I wonder                   | Jack de Nijs en Jacques Verburgt    | 2:46 |
| 15  | Woman                      | Jack de Nijs, Milly Trap en K. Naar | 3:06 |
| 16  | Don't break this heart     | Jack de Nijs                        | 2:58 |
| 17  | She was dynamite           | Jack de Nijs en Jacques Verburgt    | 2:59 |